# Michele Paramatti
Michele Paramatti (né le 10 mars 1968 à Salara, dans la province de Rovigo, en Vénétie) est un footballeur italien, actif à la fin des années 1990 et au début des années 2000. Il jouait au poste de défenseur.

## Palmarès
- SPAL Ferrare
  - Champion du groupe A de Série C1 en 1992.

- Bologne
  - Champion de Série B en 1996.
  - Vainqueur de la coupe Intertoto en 1998.

- Juventus
  - Champion d'Italie en 2002.